# 交換球衣

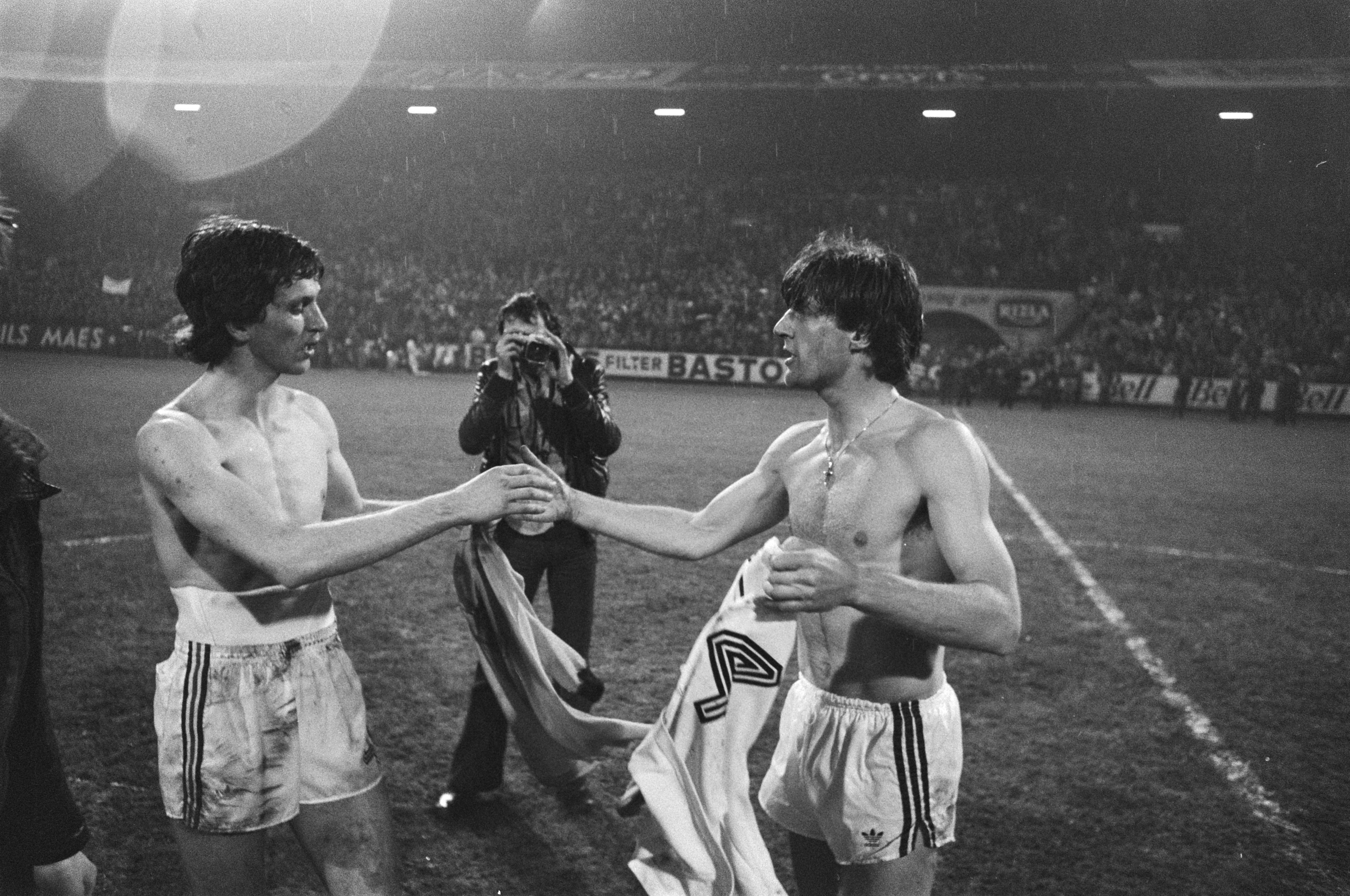
比利時球員吕多·库克和荷蘭球員魯德·克羅爾在世界盃足球預選賽后交換球衣（貝爾特·弗爾胡夫/荷蘭通用圖片社，1977年）

交換球衣，又稱交換隊服或是交換衣服，是在體育運動或電子競技比賽結束後，兩名不同隊伍的選手彼此交換隊服。交換隊服出現在足球、籃球、美式足球、网球、羽球等各類球類運動，而在電競比賽後亦會出現，偶爾也有選手與球迷、粉絲或觀眾交換衣服。電競賽賽後也有不同戰隊選手彼此交換隊服的傳統。

## 歷史
體育競賽紀錄最早的交換球衣，是發生於1931年5月14日的一場足球競賽，法國隊以5比2擊敗英格蘭隊後，要求交換球衣作為紀念，當時僅是一次性事件。
交換球衣成為一項傳統，起始於1970年國際足協世界盃，巴西隊明星球員比利在巴西以1比0獲勝後，將球衣送給對手博比·摩尔，隨後博比也將自己的球衣送給比利，這件球衣於2004年以60,000歐元價值慈善拍賣。1998年6月，FIFA暫禁球員公開交換球衣，因為此舉被認為會有損利益。

## 交換方式
交換球衣通常發生在終場吹哨後，在媒體和觀眾面前進行，被視為是展現球員的體育精神與友誼，但也可能私下交換；另一方面，許多球員也希望獲得頂尖球員的球衣作為紀念。然而交換球衣的舉動卻非毫無爭議，首先就是關於衛生的問題；其次而言，球衣屬於足球俱樂部的資產，球員從球會發配的球衣有數量限額，交換球衣有時會受到贊助商的限制，甚至是被禁止。
女子足球公開交換球衣極為少見，但其實並沒有被明令禁止，只不過更常是發生在球員休息室。

## 曾因而發生的爭議
- 2022年1月23日，2022年北京冬季奧運開幕式前夕，中華隊冬奧選手黃郁婷，因穿著中國大陆國家隊冬奧隊服並上傳影片而引起熱議，並遭到台灣輿論網路霸凌[7]。